# John Tucker Must Die
John Tucker Must Die és una pel·lícula estatunidenca de comèdia romàntica dirigida per Betty Thomas.

## Argument
Heather (Ashanti), capitana de les animadores, Beth (Sophia Bush), vegetariana i apassionada, i Carrie (Arielle Kebbel), la noia més llesta, són les reines de l'institut. Quan totes tres s'adonen que en John Tucker (Jesse Metcalfe), el seductor capità de l'equip de basquetbol, surt amb cadascuna d'elles a l'esquena de les altres, esclata la guerra. Disposades a destruir el noi, intenten al principi fer-lo impopular, però totes llurs temptatives produeixen l'efecte invers. Per acabar d'adobar-ho, decideixen no atacar més la seva reputació, sinó el seu cor... El pla és senzill: els cal un ham. Serà la Kate (Brittany Snow), la nova, que per tal d'aconseguir amigues acceptarà entrar en el complot que preparen juntes. Com de previst, en John Tucker s'enamora de la Kate, de fet, s'enamora de la versió que totes quatre amigues han creat de la Kate. Però quan ja assaboreixen llur victòria, la maquinació no surt com tenien previst...